# 스카니아
스카니아(스웨덴어: Scania AB)는 스웨덴의 중공업 기업이다. 스카니아라는 사명은 스웨덴 남쪽에 위치한 스코네 지방을 의미한다.
주로 트럭, 버스, 산업용 디젤 엔진을 생산한다. 대형 트럭 분야에서 다임러 AG, 볼보그룹에 이어 세계 3위의 생산량을 자랑하며, 스카니아는 현재 스웨덴 공장을 비롯해 프랑스, 네덜란드, 아르헨티나, 브라질, 러시아, 폴란드 지역에 생산 공장이 있다. 2008년 폭스바겐 산하에 편입되었다.

## 역사
1891년 철도 수송 차량 제작을 위해 소더탈(스웨덴어: Södertälje)에 공장인 바비스(스웨덴어: Vagnfabriksaktiebolaget i Södertälje)를 설립했다. 1900년 말뫼에서 마스킨파브리크스 AB 스카니아(스웨덴어: Maskinfabriks AB Scania)로 사명 변경과 동시에 최초로 자동차와 트럭을 생산하기 시작했다. 1911년 바비스와 흡수 합병을 하면서 유럽 시장을 확대하게 되었고 최초로 버스를 생산하기 시작했다. 1935년에 폭스바겐 스웨덴 독립 법인 대리점으로 선정이 되었고 1936년에 최초로 디젤을 자체 제작하게 되었다. 이후 1939년에 일체형 디젤 엔징이자 모듈려 시스템의 기반이 된 로얄을 출시하게 되었다. 1949년에 최초로 직접 분사 방식의 디젤 엔진을 출시하였다.
1957년에 해외에 진출을 하면서 최초로 브라질에 공장을 설립해 트럭을 생산하기 시작했다. 1965년에 네덜란드에 진출하면서 즈볼러 지역에 공장을 설립했다. 1967년에 최초로 대한민국에 진출하면서 판매를 개시했다. 1969년 스웨덴의 자동차 기업인 사브와 흡수 합병해 사브-스카니아를 출범했고 같은 해 V8 엔진을 출시했다. 1976년에 아르헨티나에 진출하면서 공장을 설립했다. 1978년에 대한민국에 수입한지 12년 만에 판매를 개시했다. 1986년 아시아자동차와 기술 협력 계약과 독점 판매 계약을 체결했다.
1992년에 프랑스에 진출했다. 1995년 사브와 계열사 분리 했지만 같은 해 뉴욕 증권거래소에 상장했다. 이 시기에 AS 서비스 사업을 위해 대한민국 지사를 설립했다. 1996년에 스웨덴 스톡홀름 증권거래소에 상장이 되었다. 1999년 8월에 스웨덴의 트럭 메이커었던 볼보 트럭이 지분을 인수 인계하면서 자회사가 되었다.
2000년에 트럭 생산이 100만대를 달성하게 되었다. 2002년에 히노 자동차와 제휴를 체결하면서 일본에 진출하게 되었다. 2006년에 독일의 트럭, 버스 메이커였던 MAN SE가 회사를 흡수 합병 했으나 2008년에 MAN SE의 모기업인 폭스바겐이 37%의 지분을 인수 인계하면서 최대 주주가 되면서 현재에 이르고 있다. 2010년에 뉴 R-시리즈 트럭이 트럭 오브 더 이어(영어: Truck of the year)에 수상을 했다. 2011년에 버스 생산이 시작된지 100주년이 되었다. 2014년에 스웨덴 스톡홀름 증권거래소 상장을 폐지했다.

## 생산 차종

### 현재 생산차종
트럭
- P-시리즈
- G-시리즈
- R-시리즈[10]
- T-시리즈

버스
- F-시리즈
- K-시리즈[11]
- N-시리즈
- 옴니링크 (CK-시리즈)
- 옴니시티 (CN-시리즈)
- 옴니익스프레스 (LK-시리즈)
- 시티와이드 LE/시티와이드 LF

기타
- 디젤 엔진[12]

### 과거 생산차종
버스
- BF80 시리즈
- BF110/CF110 시리즈
- BR110/CR110 시리즈
- BF111 시리즈
- BR111/CR111 시리즈
- BR112/CR112 시리즈
- BR85/CR85 시리즈
- BR145/CR145 시리즈
- BF86 시리즈
- BR86 시리즈
- BR116 시리즈
- 2-시리즈: S82, F82, K82, K92, S112, F112, N112, K112
- 3-시리즈: F93, K93, S113, F113, N113, L113, K113
- 4-시리즈: F94, N94, L94, K94, K114, K124
- 옴니라인 (IL94IB)
- 옴니링크 (CL94UA/CL94UB)
- 옴니시티 (CN94UA/CN94UB)
- 옴니시티 (CN94UD)

트럭
- 0-시리즈: 110, 140
- 1-시리즈: 111, 141
- 2-시리즈: 82, 92, 112, 142
- 3-시리즈: 93, 113, 143
- 4-시리즈: 94, 114, 124, 144, 164
- T-시리즈[13]

기타
- DS11/DSC11 인라인 6
- DS14/DSC14 V8 엔진

## 사진

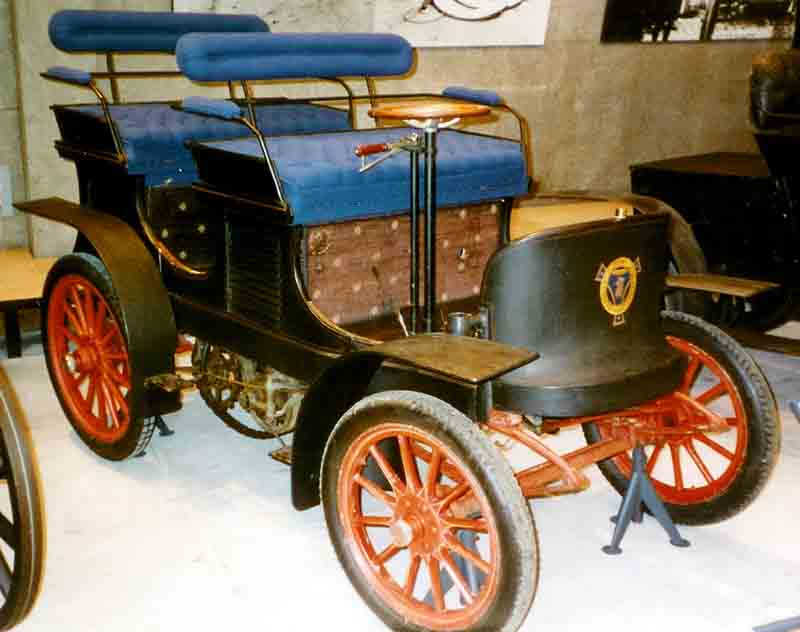
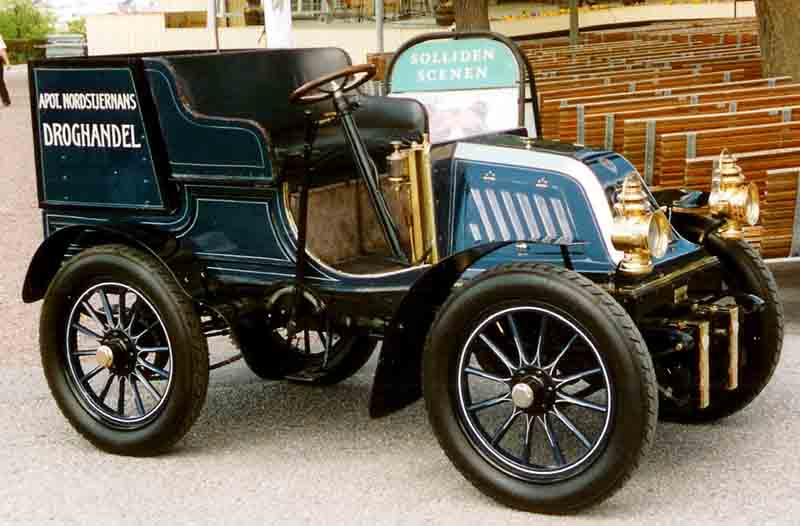
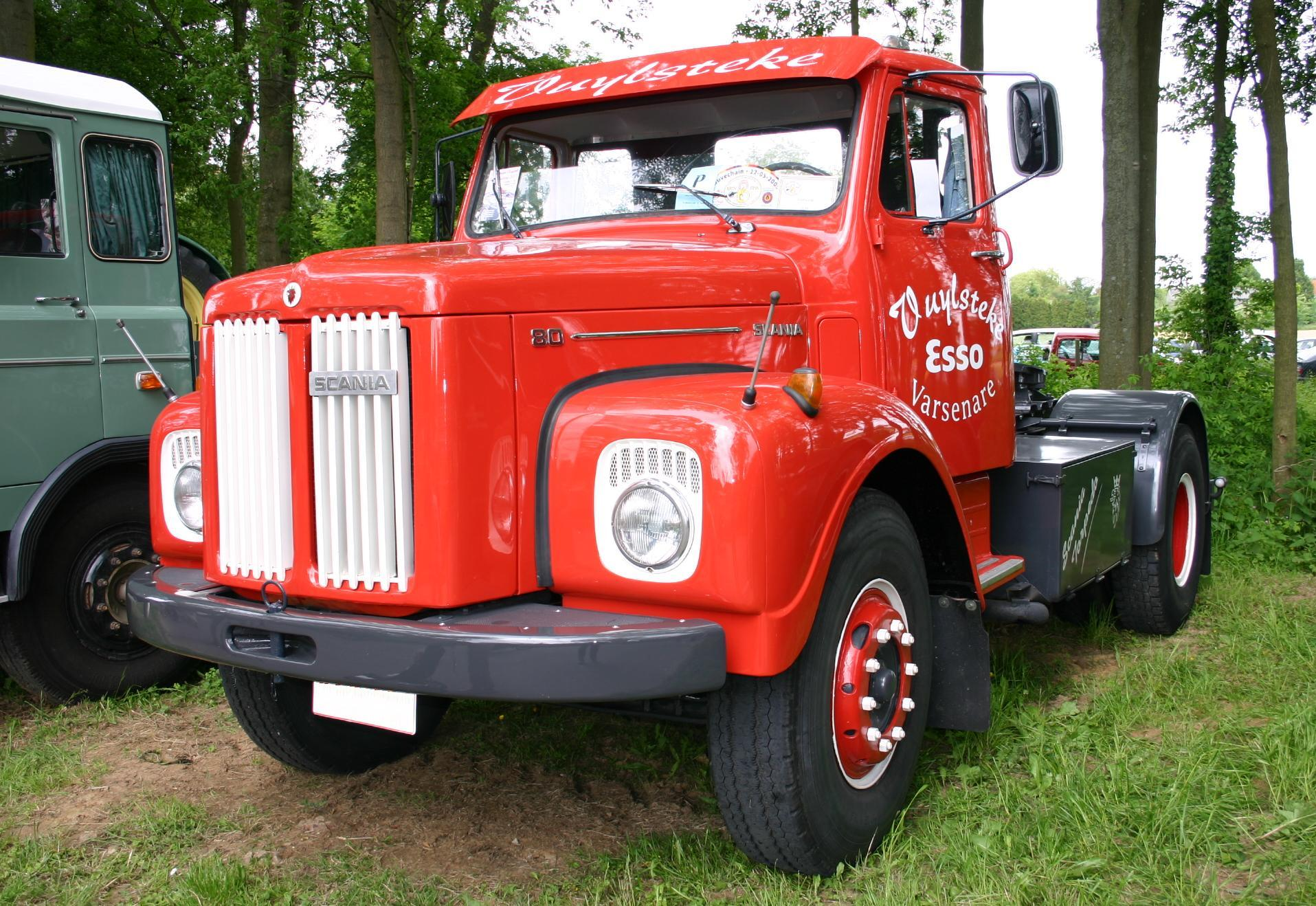
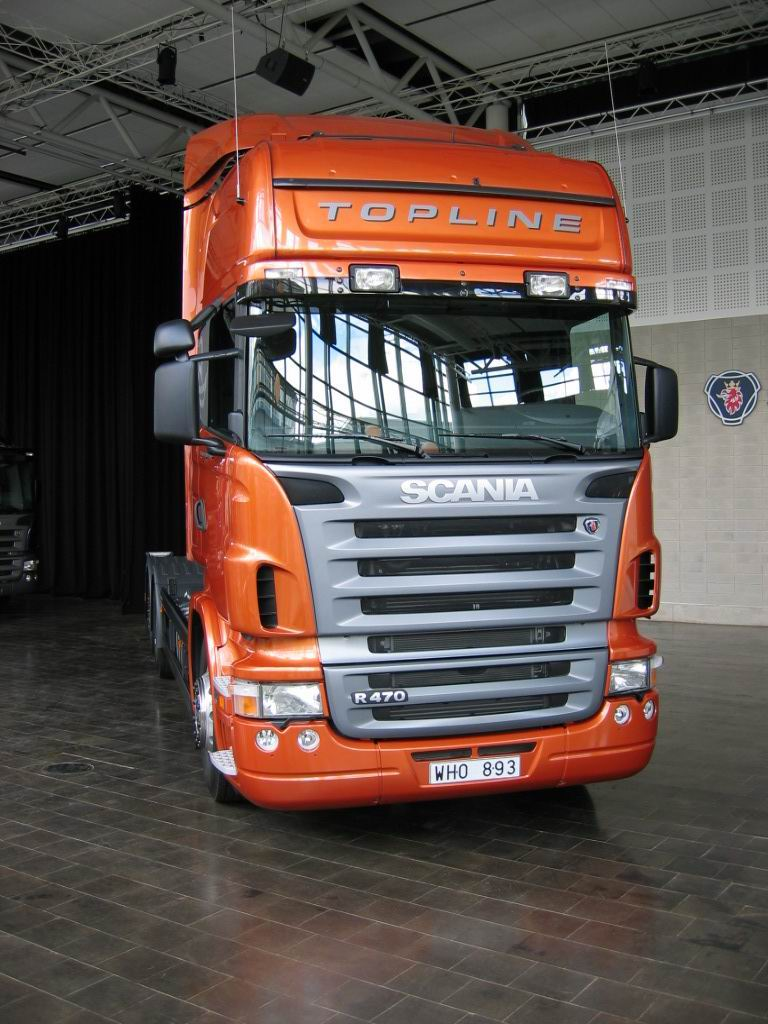
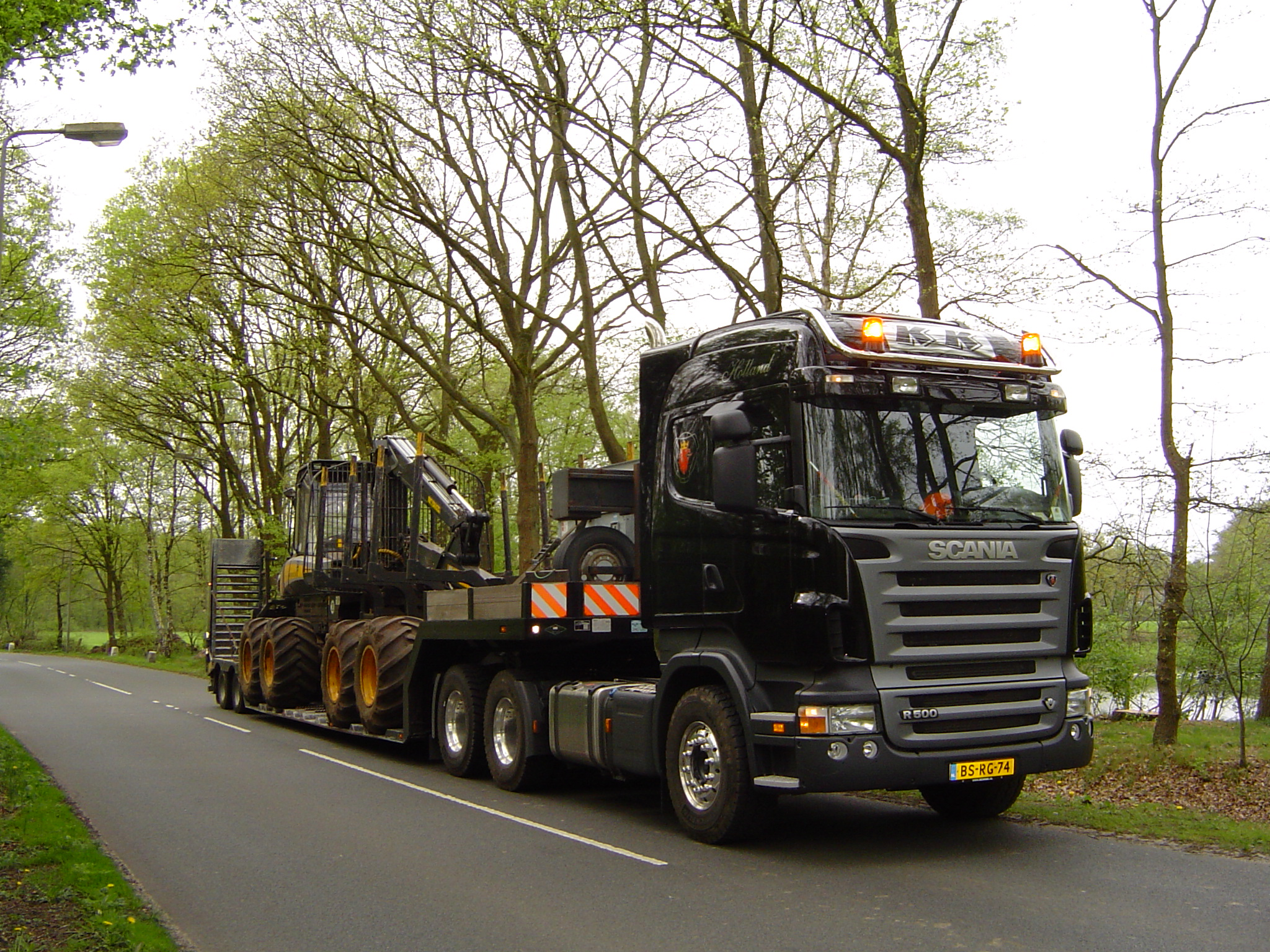
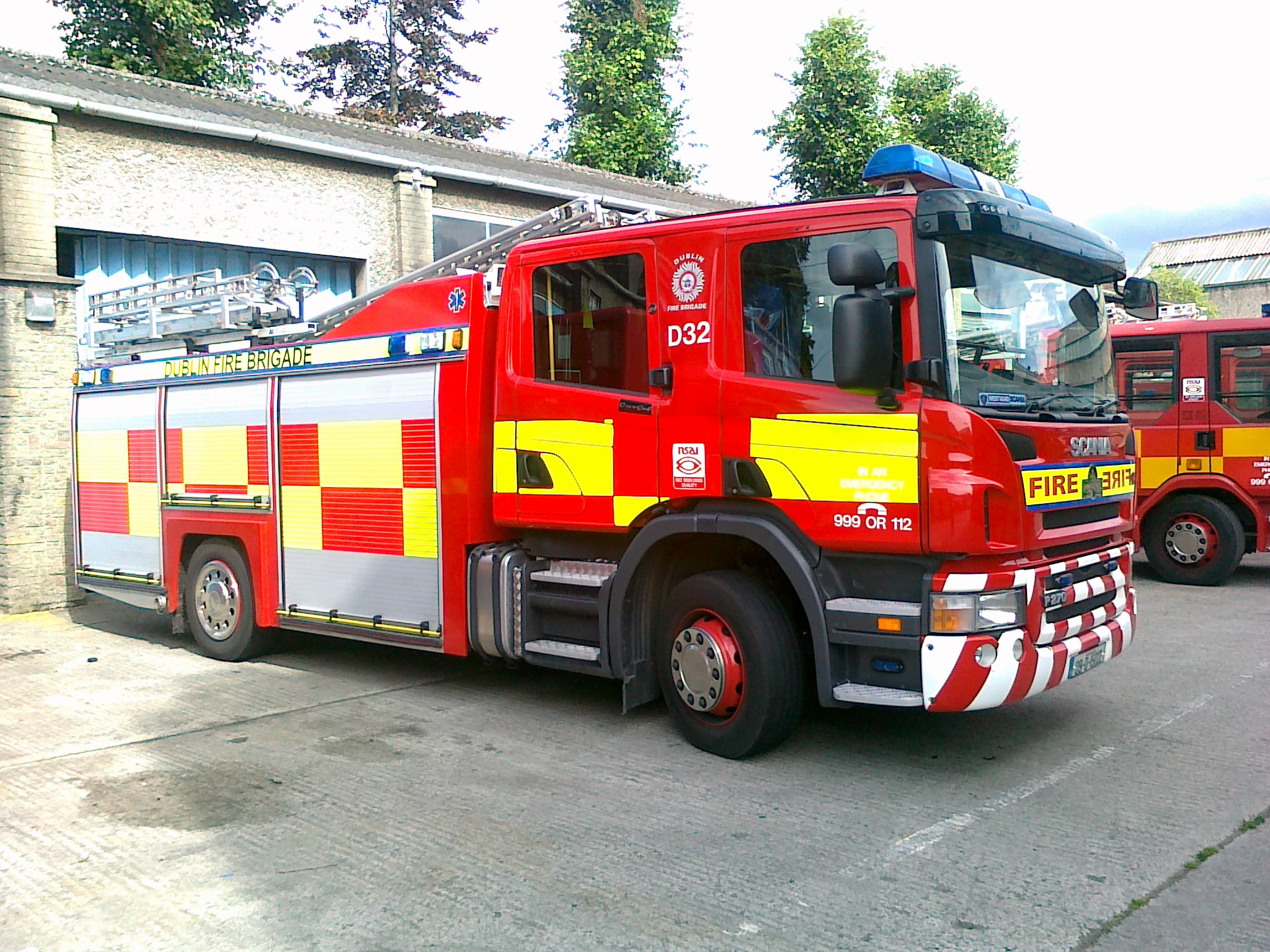
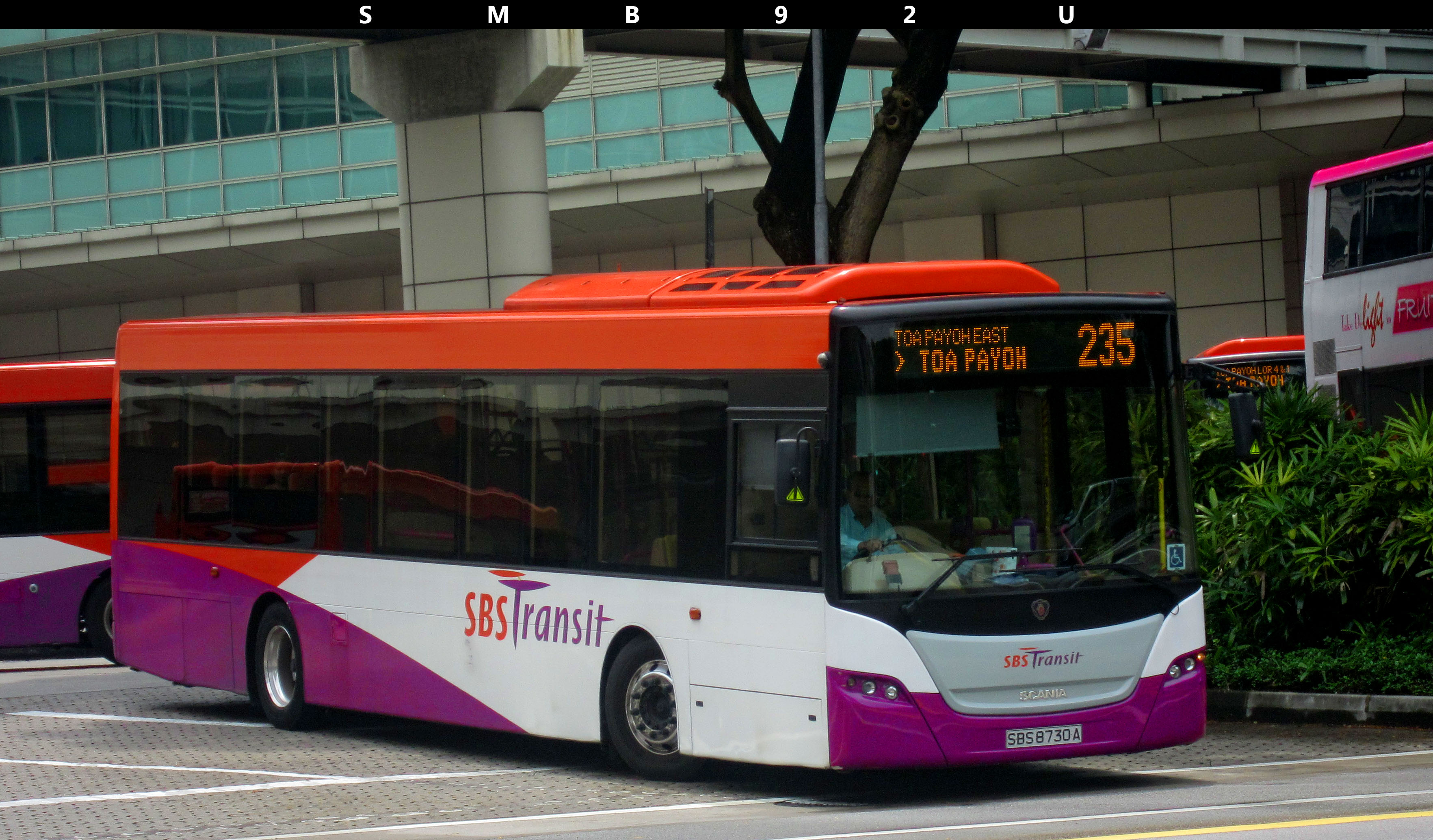
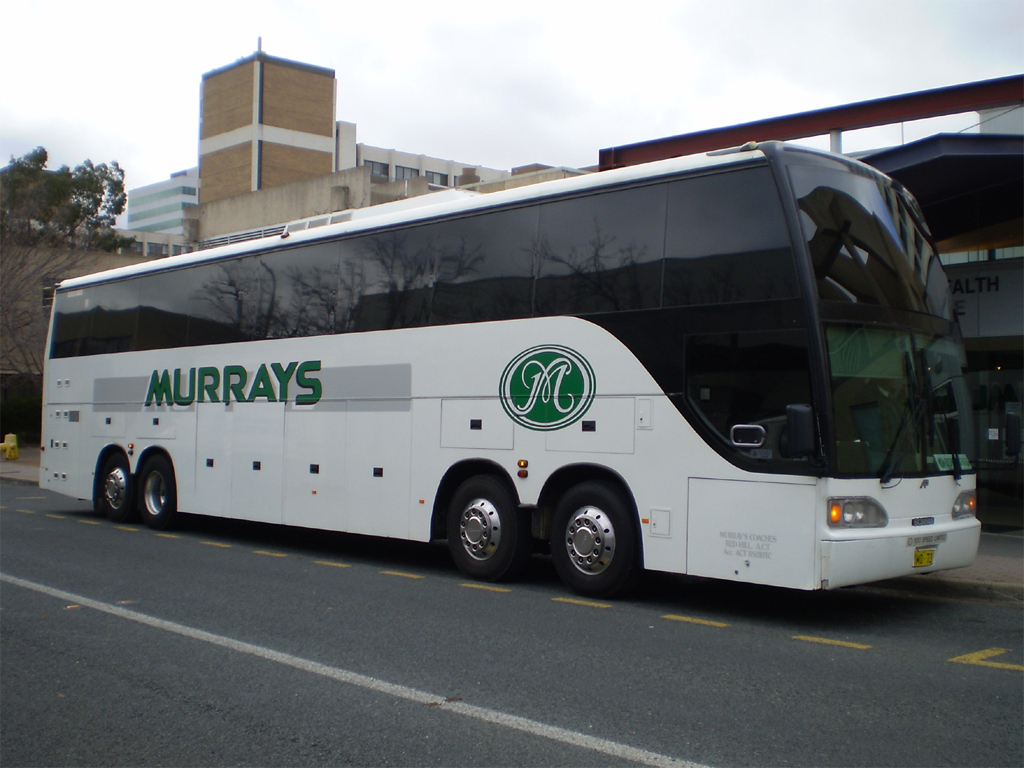
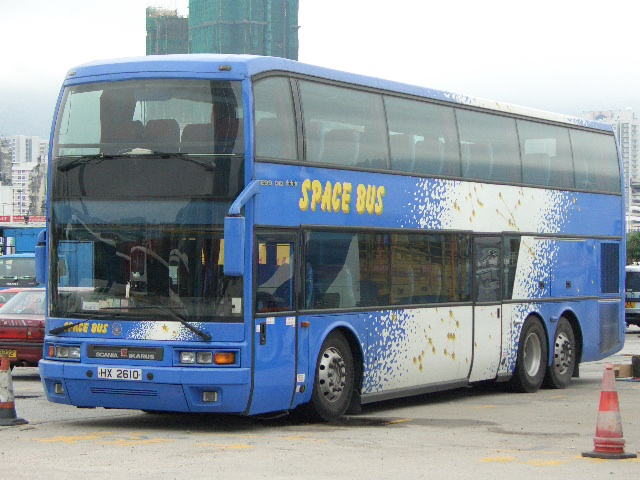
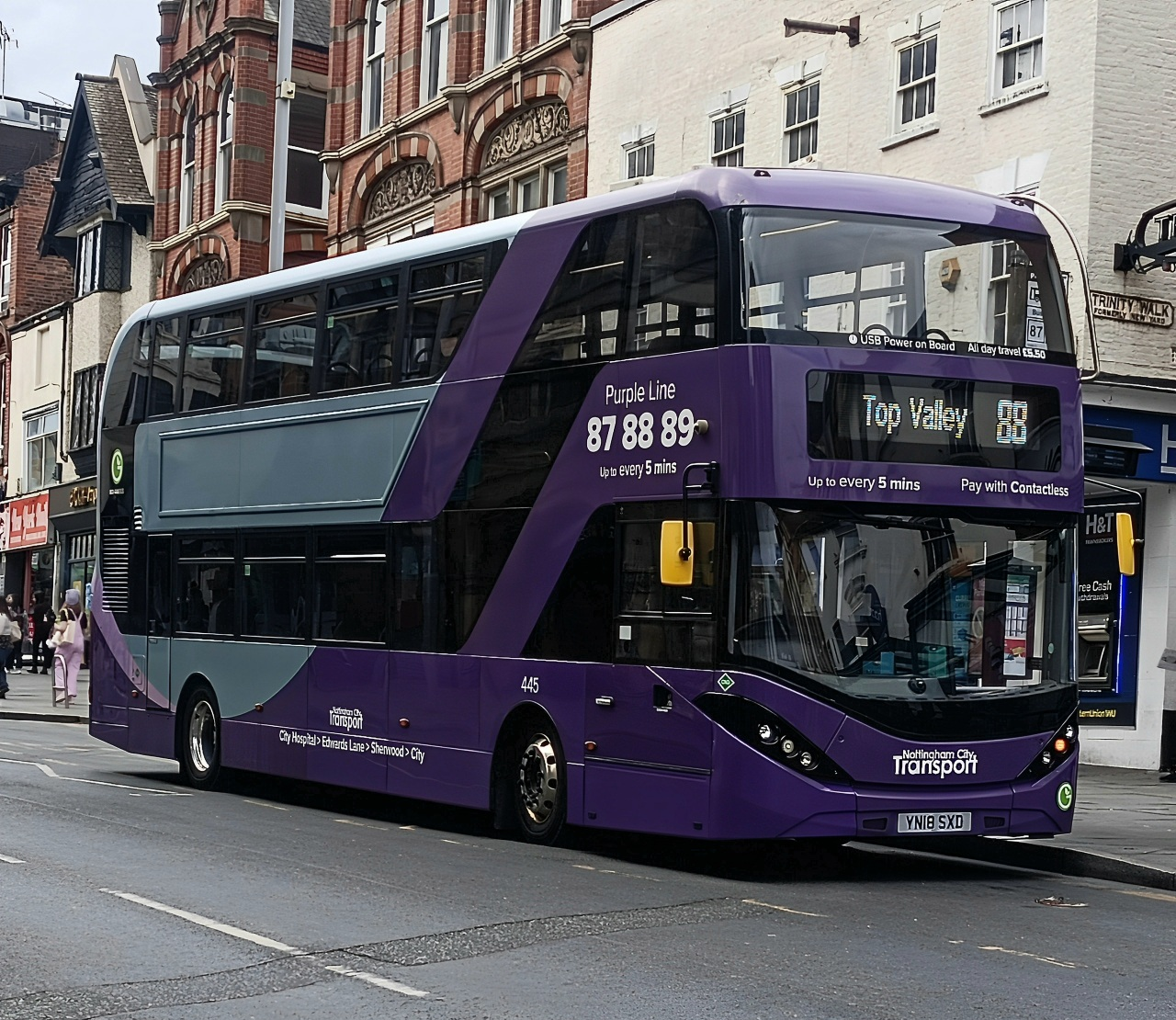